# 2-オキソプロピルCoMレダクターゼ (カルボキシル化)
2-オキソプロピルCoMレダクターゼ (カルボキシル化)（2-oxopropyl-CoM reductase (carboxylating)）は、次の化学反応を触媒する酸化還元酵素である。
2-メルカプトエタンスルホン酸 + アセト酢酸 + NADP+ {\displaystyle \rightleftharpoons } 2-(2-オキソプロピルチオ)エタンスルホン酸 + CO2 + NADPH
反応式の通り、この酵素の基質は2-メルカプトエタンスルホン酸とアセト酢酸とNADP+、生成物は2-(2-オキソプロピルチオ)エタンスルホン酸とCO2とNADPHである。
組織名は2-mercaptoethanesulfonate,acetoacetate:NADP+ oxidoreductase (decarboxylating)で、別名にNADPH:2-(2-ketopropylthio)ethanesulfonate oxidoreductase/carboxylase、NADPH:2-ketopropyl-coenzyme M oxidoreductase/carboxylaseがある。